# Casthanée
Casthanaea, en grec ancien : Κασθαναία ou Castanea  (Κασταναία), en français Casthanée, est une polis de la Magnésie antique, au pied du mont Pélion. Il s'y trouve un temple d'Aphrodite Casthanitis. Elle est mentionnée par Hérodote dans son récit de la terrible tempête qu'essuya la flotte de Xerxès Ier au large de cette partie de la côte. 
C'est de cette ville que le châtaignier, qui abonde toujours sur le versant oriental du mont Pélion, tire son nom en grec et dans les langues modernes d'Europe.
Son emplacement se trouve dans le village moderne de Keramídi.